# Gaiden
Gaiden (外伝, literalmente, transmissão exterior) é uma palavra da língua japonesa para "história paralela" ou "conto", utilizada para se referir a uma anedota ou uma biografia suplementar de uma pessoa. O uso do termo gaiden é normalmente utilizado em spin-off de obras literárias. Alguns gaiden são contados na perspectiva de um outro personagem, similar a um flashback.

## Títulos que contém Gaiden
Alguns dos trabalhos que utilizam o termo gaiden incluem:
- Fire Emblem Gaiden
- Hokuto no Ken Raō Gaiden (spin-off de Hokuto no Ken, contada na perspectiva de Raoh)
- Albert Odyssey Gaiden (publicado em inglês como "Albert Odyssey: Legend of Eldean")
- Ninja Gaiden (literalmente "Contos ninja")
- Resident Evil Gaiden (um spin-off da franquia de jogos japonês Resident Evil)
- Saint Seiya Lost Canvas Gaiden (um spin-off da franquia de mangás Saint Seiya Lost Canvas)
- Naruto Gaiden (um spin-off da franquia de mangás de Naruto, narrando os eventos após o término da obra original)
- Fairy Tail Gaiden: Kengami no Souryuu (Spin-off de Fairy Tail, contada na perspectiva de Sting, Rougue, Minerva, Yukino e dos outros membros da guilda Sabertooth)
- Fairy Tail Gaiden: Road Knight (Spin-off de Fairy Tail, contada na perspectiva de Levy e Gajeel)
- Darker than Black: Kuro no Keiyakusha Gaiden
- Danganronpa Gaiden: Killer Killer (manga, spin-off de Danganronpa)
- Dragon Ball GT (um spin-off da franquia das séries de animes de Dragon Ball, narrando os eventos após o término do anime Dragon Ball Z)